# جراند ثفت أوتو 4
جراند ثفت أوتو 4 (بالإنجليزية: Grand Theft Auto IV)‏ (يشار إليها أيضا بـجي تي آي 4 أو جي تي آي IV) هي لعبة فيديو مفتوحة من نوع آكشن طورتها روكستار نورث ونشرتها روكستار جيمز، ، وتم إصدارها للبلاي ستيشن 3 في أقيانوسيا، أوروبا، وأمريكا الشمالية يوم 29 أبريل 2008،، وفي اليابان يوم 30 أكتوبر 2008. نسخة ويندوز من اللعبة على الحاسوب أصدرت في أمريكا الشمالية يوم 2 ديسمبر 2008 وفي أوروبا يوم 3 ديسمبر. إنها اللعبة الثلاثية الأبعاد السادسة في سلسلة غراند ثفت أوتو.
تم إطلاق محتويَين إضافيين للعبة للإكس بوكس 360، الأولى ذي لوست أند دامد وتم إصدارها يوم 17 فبراير 2009 , الثانية ذي بالاد أوف غاي توني وتم إصدارها في 29 أكتوبر 2009. الجزأن أو الحلقتان تم إطلاقها في نظام بلاي ستايشن 3 ومايكروسوفت ويندوز يوم 13 أبريل 2010.
تقع أحداث اللعبة في نسخة معدلة من مدينة ليبرتي سيتي وهي مدينة خيالية في الوقت المعاصر تشبه مدينة نيويورك. تدور قصة اللعبة حول نيكو بيليك، الجندي السابق من الصرب. أتى إلى الولايات المتحدة الأمريكية بحثا عن الحلم الأمريكي،  لكنه بسرعة يصبح متشابكاً في عالم العصابات، الجريمة، والفساد. مثل الألعاب الأخرى في نفس السلسلة، تتكون جي تي آي IV من عدة أنواع لعب فهي لعبة قيادة للسيارات وأيضا هي تعتبر لعبة إطلاق نار من تصويب منظور الشخص الثالث. كما تمكن للاعب أن يدور وحده في أماكن اللعبة ويتفاعل مع المحيط.
كانت اللعبة منتظرة بشكل كبير، لأنها أول لعبة من سلسلة غراند ثفت أوتو تصدر على أنظمة لعب الجيل السابع. لاقت اللعبة نجاحا تجاريا ونقديا كبيرا، وحققت أرقام قياسية بمبيعات تقدر ب3.7 مليون نسخة في يوم صدورها و 500 مليون دولار إيرادات في الأسبوع الأول، حيث بيعت 6 ملايين نسخة حول العالم. منذ سبتمبر 2011, باعت اللعبة 22 مليون نسخة. فازت لعبة غراند ثفت أوتو Ⅳ بالعديد من الجوائز الصحافية الخاصة بالألعاب أو الصحافة الرئيسية، بما في ذلك عدة جوائز «لعبة العام». بحلول 2012 باعت اللعبة 25 مليون نسخة.

## طريقةاللعب
مثل ألعاب جي تي آي السابقة، محور لعب غراند ثفت أوتو IV يمنح اللاعب عالما وبيئة مفتوحة كبيرة، حيث يمكن فيها لللاعب التحرك بحرية.ويطير. ولديه. علامة$في الأعلى حيث يختار أي وسيلة تنقل يريدها على الأقدام، يمكن للشخصية التي يلعب بها أن تمشي، تجري، تتسلق العقبات، وتسبح، وكذلك لا ننسى ذكر استعمال الأسلحة وإلى جانب القتال. يمكن للاعبين سرقة وقيادة العديد من وسائل النقل المتنوعة، بما في ذلك السيارات، الزوارق وطائرات الهليكوبتر والدراجات النارية. تستفيد غراند ثفت أوتو IV من الحركة الطبيعية لمحرك ألعاب الفيديو أوفوريا، والذي يجمع بين الذكاء الاصطناعي والميكانيك الحيوي والفيزياء لجعل تصرفات وحركات الشخصيات والأشياء الأخرى في اللعبة كالناس في الشوارع والسيارات جذابة وواقعية.

### القتال واستجابة الشرطة

معركة في غراند ثفت أوتو IV حيث يمكن الملاحظة بأنه تم إضافة نظام اختباء.

يمكن للشرطة الاستجابة عن طريق الاتصال من الناس أو من رؤية الشرطة إلى اللاعب وهو يقتل أو يسرق. مثل بقية السلسلة، وسائل النقل هي الوسيلة الرئيسية للتنقل في جي تي آي IV. كل وسيلة في اللعبة تستعمل الخريطة الصغيرة في اللعبة كجهاز جي بي إس. يمكن وضع «نقاط» في الخريطة، حيث تظهر لنيكو الطريق إلى المكان الذي سيذهب إليه. اللاعب يمكنه أيضا أن يركب في سيارة أجرة، التي تمكنه من التنقل والذهاب إلى المكان الذي يريده بدون أن يحتاج إلى القيادة. أيضا يمكن تخطي الوقت الذي يمر داخل سيارة الأجرة. لكن إذا وقع ذلك سوف يأخذ منه المزيد من النقود. وأثناء الملاحقات بالسيارات، يمكن للاعب تركيز الكاميرا حول الهدف المتنقل عبر الضغط المستمر على زر الكاميرا السينيمائية، أيضا يمكن له التصويب وإطلاق النار داخل السيارة وكذلك إلقاء القنابل والزجاجات الحارقة. لا يمكن للاعب قيادة الطائرات ذات الجناحين، والذي كان ممكنا في الألعاب السابقة، لكن يمكنه قيادة الهليكوبتر. اللعبة أيضا تنقصها المظلات، رغم أنه تم إضافتها في غراند ثفت أوتو: ذي بالاد أوف غاي توني.

### التواصل
لدى نيكو هاتف خلوي يمكنه من خلاله الاتصال بأشخاص عدة
وذلك لأجل الحصول على المهمات والتنزه...ألخ

### اللعب مع الجميع
يمكن لللاعبين في GTA IV اللعب معا عبر الإنترنت

## ملخص اللعبة

### القصة
تحكي القصة عن رجل يدعى نيكو بيليك هذا الرجل يعيش في شرق أوروبا بالتحديد في يوغوسلافيا حيث أنه كان جنديا سابقا لكنه تعرض للخيانة وقُتل 12 شخصا من اصدقاءهِ في التجنيد واستطاع نيكو النجاة مع شخص اخر بينما الشخص الذي وراء هذه المجزرة قام بالفرار وبعد لجوئه إلى عالم الاجرام كانت لديه مشاكل جعلتهُ يريد الهرب من بلدهِ، يملك هذا الرجل ابن عم يدعى رومان بيليك، رومان سافر إلى "liberty city" (المستوحاة من مدينة نيويورك) بينما نيكو بقى في دولته في شرق أوروبا، بعد فترة بدأت الديون تتراكم على رومان بسبب حبهِ للمقامرة وخسر كل أمواله فبدأت العصابات تهددهُ، فقامَ رومان بإرسال رسائل عبر البريد الإلكتروني إلى ابن عمه نيكو بأنه يعيش في liberty city حياة أغنياء وأنه يملك سيارات رياضية ويملك الكثير من الفتيات ويعيش في قصر، فتحمس نيكو وقام بالسفر إلى liberty city ليهرب من مشاكلهِ وماضيهِ وبدأ العيش مع رومان ولكن فورَ وصولهِ اكتشفَ أنَ ابنُ عمِه رومان كذب عليه، فهو لا يملك أي شيء أبدا سوى أنه يملك مستودعا لتأجير السيارات لا يجني منه إلا القليل من المال فإتحد نيكو مع ابن عمه رومان لكي يخرجه من المشاكل والديون ويعودوا لحياتهم الطبيعية، فيدخل هو أيضا في مشاكل أكبر وحرب عصابات.

### الأماكن
liberty city والتي هي مستوحاة من نيويورك
liberty city تتكون من 5 جزر
1 : Brooklyn = Broker
2 : Manhattan = Algonquin
3 : Queens = Dukes
4 : The Bronx = Bohan
5 : New Jersey = Alderney

### الشخصيات الرئيسية
الشخصيات التي ظهرت في  غراند ثفت أوتو Ⅳ متنوعة وتنتسب إلى أحياء مدينة liberty city، كما تنتمي إلى العديد من العصابات والجماعات العرقية المختلفة. اللاعب يتحكم في نيكو بيليك، وهو من قدامى المحاربيين في حرب يوغوسلافيا. حسب دان هاوزر، لن تعود أي شخصية للعبة غراند ثفت أوتو Ⅳ من الأجزاء السابقة، لأن "معظمها قد مات أكدت هذا المعلقات على الحوائط في اللعبة التي تشير إلى موت هذه الشخصيات.
على عكس الأجزاء السابقة من السلسلة، ممثلوا أصوات شخصيات غراند ثفت أوتو Ⅳ لا يشملون أي شخص معروف أو مشهور. حيث تم اختيار ممثلين أقل شهرة مثل مايكل هوليك، جايسون زوموالت، تيموثي آدمز وكولي رانكس. اللعبة تحتوي على نادي كوميدي حيث نجد فيه كل من كات ويليامز وريكي جيرفيه.

## وصلات خارجية
- جراند ثفت أوتو 4 على موقع IMDb (الإنجليزية)
- جراند ثفت أوتو 4 على موقع ميوزك برينز (الإنجليزية)
- غراند ثفت أوتو IV الموقع الرسمي
- غراند ثفت أوتو IV PC الموقع الرسمي